# Mary MacLane

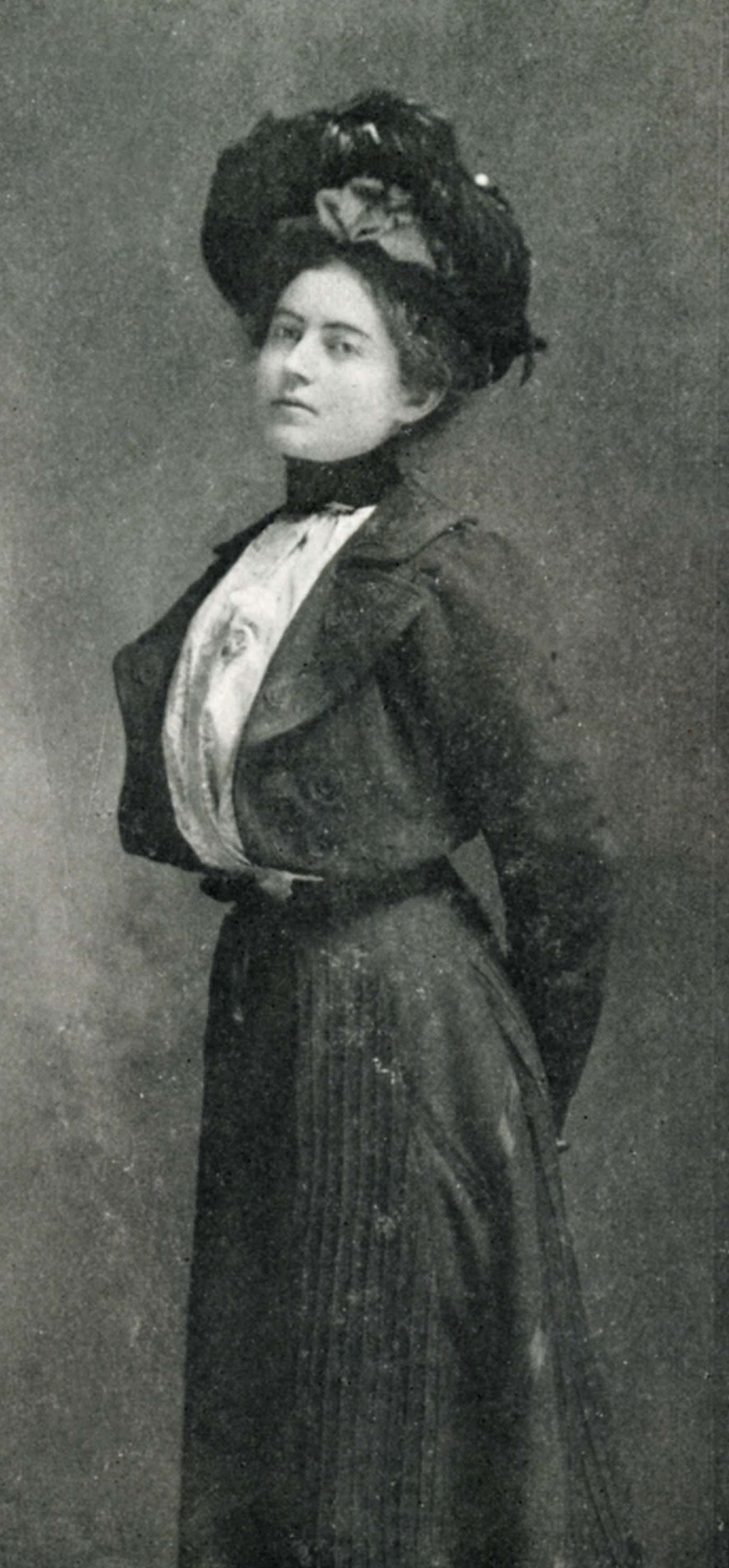
Mary MacLane (Frontispiz aus The Story of Mary MacLane, Herbert S. Stone and Company, 1902)

Mary MacLane (* 1. Mai 1881 in Winnipeg, Kanada; † ca. 6. August 1929 in Chicago) war eine kanadisch-amerikanische Schriftstellerin. Ihre autobiografisch geprägte Literatur gilt als Vorläufer der Confessional Poetry. MacLane war bekannt als „The Wild Woman of Butte“.
MacLane war in ihrer Zeit eine so berühmte wie beliebte Autorin. Ihr schockierend ehrliches literarisches Debüt sorgte für einen Skandal und wurde zum Bestseller, auch ihre zwei folgenden Werke verkauften sich gut. Sie galt als wild und unbezähmbar, und diesen Ruf pflegte sie auch, zumal sie offen bisexuell lebte und eine feministische Haltung vertrat. In ihren Werken vergleicht sie sich mit einer ähnlich freimütigen Tagebuchautorin, der Malerin Marie Bashkirtseff, die einige Jahre nach MacLanes Geburt jung verstorben war. Der renommierte Literaturkritiker H. L. Mencken nannte sie die „Bashkirtseff von Butte“.

## Jugend und Herkunft
MacLane wurde 1881 in Winnipeg (Kanada) geboren, verbrachte aber den Großteil ihres Lebens in den USA. Ihre Familie zog bald nach ihrer Geburt in die Red-River-Region in Minnesota. Dort ließ sie sich in Fergus Falls nieder, das MacLanes Vater mit aufbaute. Nach dessen Tod 1889 heiratete ihre Mutter den Anwalt und Freund der Familie H. Gysbert Klenze. Bald darauf zog die Familie nach Montana, wo sie erst in Great Falls lebte und sich schließlich in Butte niederließ. Klenze versuchte, im Bergbau sowie in anderen Berufsfeldern sein Glück zu machen, und verbrauchte dabei das Vermögen der Familie. MacLanes erste literarische Texte erschienen 1898 in einer Schülerzeitung.

## Werke
Von Anfang an war MacLanes Schreiben durch einen unvermittelten, temperamentvollen, höchst individualistischen Stil geprägt. Sie wurde allerdings auch durch bestimmte Autoren und Autorinnen des US-amerikanischen Realismus beeinflusst, etwa Maria Louise Pool, Hamlin Garland und John Townsend Trowbridge, mit dem sie korrespondierte.
Mit 19 Jahren schrieb MacLane ihr erstes Buch, das sie selbst I Await the Devil's Coming nannte (dt. Ich erwarte die Ankunft des Teufels). Ihr Verlag, Herbert S. Stone & Co., änderte den Titel jedoch in The Story of Mary MacLane. Schon im ersten Monat gingen mehr als hunderttausend Exemplare über den Ladentisch. MacLanes Debüt beeinflusste unzählige junge Frauen ihrer Zeit, stieß bei konservativen Kritikern und Lesern aber auch auf Unverständnis. Der einflussreiche Literaturkritiker H. L. Mencken würdigte ihr Werk, wenngleich mit leisem Spott.
Kritikern zufolge ist MacLanes Sprache auch nach heutigen Maßstäben von roher Kraft, ehrlich, unerschrocken, selbstbewusst, sinnlich und außergewöhnlich. Sie schrieb offen über Egoismus, ihre Liebe zu sich selbst, sexuelle Anziehungskraft und die Liebe zu Frauen sowie ihr Begehren, den Teufel zu heiraten.
Ihr zweites Buch My Friend Annabel Lee veröffentlichte Stone 1903. Dieses experimentellere Werk war weniger erfolgreich, gleichwohl soll MacLane daran gut verdient haben.
Ihr letztes Buch I, Mary Maclane: A Diary of Human Days erschien 1917 bei Frederick A. Stokes. Es verkaufte sich mäßig, was aber auch am vorherigen Eintritt der USA in den Ersten Weltkrieg gelegen haben mag.
1917 schrieb MacLane außerdem den 90-minütigen autobiographischen Stummfilm Men Who Have Made Love to Me für die Essanay Studios, in dem sie auch die Hauptrolle spielte. Der Film wurde vom Kinopionier George Kirke Spoor produziert und beruhte auf MacLanes gleichnamigem Artikel von 1910, den sie für eine Zeitung in Butte verfasst hatte. Spekulationen zufolge soll der Filme eine der frühesten Szenen – wenn nicht gar die erste Szene – der Kinogeschichte enthalten, in denen die Vierte Wand durchbrochen wird, da die Starautorin darin ihr Publikum direkt anspricht. Einzelne Filmstills und Untertitel sind zwar überliefert, doch der Film selbst ist nicht erhalten.

## Einflüsse
Unter den zahlreichen Autoren, die sich auf MacLane beziehen oder die sie parodiert haben, sind Mark Twain, F. Scott Fitzgerald, Harriet Monroe, der berühmte Jurist Clarence Darrow, Ring Lardner Jr., Sherwood Anderson und Daniel Clowes in seinem Comic Ice Haven. Zu den weniger bekannten gehört Gertrude Sanborn, die eine optimistische Reaktion auf MacLanes 1917 erschienenes Buch I, Mary MacLane unter dem Titel I, Citizen of Eternity (1920) publizierte.

## Privatleben
MacLane hatte stets damit gehadert, in der Bergarbeiterstadt Butte zu leben, weitab von den kulturellen Zentren der USA. Die Einnahmen ihres Debüts nutzte sie, um nach Chicago und dann an die Ostküste zu ziehen. Sie lebte von 1903 bis 1908 in Rockland (Massachusetts) und überwinterte in St. Augustine (Florida), von 1908 bis 1909 wohnte sie in Greenwich Village. Dort schrieb sie und lebte – ihren späteren Veröffentlichungen zufolge – ein dekadentes Bohème-Leben. Eng befreundet war sie mit der feministischen Schriftstellerin Inez Haynes Irwin, die sie 1910 in einem Zeitungsartikel aus Butte erwähnt und die ihrerseits 1911 MacLane in einem Magazinbeitrag thematisiert.
Eine Zeit lang lebte MacLane mit ihrer Freundin Caroline M. Branson zusammen, die die langjährige Gefährtin von Maria Louise Pool gewesen war, bis diese 1898 starb. MacLane und Branson lebten gemeinsam in Rockland in dem Haus, das Pool Branson vererbt hatte. Mary MacLane war außerdem über Jahrzehnte mit der Schriftstellerin Harriet Monroe befreundet.
Anfang August 1929 starb MacLane im Alter von 48 Jahren in Chicago. Bis Anfang der 1990er Jahre geriet sie ein wenig in Vergessenheit, zumal ihre Werke nicht mehr lieferbar waren. Dann erschienen jedoch The Story of Mary MacLane und einige ihrer journalistischen Arbeiten in der Textsammlung Tender Darkness: A Mary MacLane Anthology.

## Wiederentdeckung im 21. Jahrhundert
2011 brachte der Verlag von Tender Darkness (1993) eine erweiterte Anthologie mit dem Titel Human Days: A Mary MacLane Reader heraus (mit einem Vorwort von Bojana Novakovic). Novakovic schrieb 2011 das Theaterstück The Story of Mary MacLane – By Herself, das u. a. in Melbourne und Sydney aufgeführt wurde. The Story of Mary MacLane erschien 2013 in einer Neuausgabe und unter dem von der Autorin gewünschten Titel I Await the Devil's Coming mit einer Einführung von Jessa Crispin. Das Buch ist seitdem ins Französische, Dänische, Spanische und Deutsche übersetzt worden. Die deutsche Übersetzung aus dem Jahr 2020 stammt von der Schriftstellerin Ann Cotten. In ihrem Nachwort verwendet Cotten ein experimentelles Verfahren des Genderings mit beliebigen Endungen, das sie als „polnisches Gendering“ bezeichnet.

## Werk
Bücher
- The Story of Mary MacLane (1902)
- My Friend, Annabel Lee (1903)
- I, Mary MacLane: A Diary of Human Days (1917)
- Tender Darkness: A Mary MacLane Anthology (reprint) (1993)
- The Story of Mary MacLane and Other Writings (reprint anthology) (1999)
- Human Days: A Mary MacLane Reader (foreword by Bojana Novakovic) (2011)
- I Await the Devil's Coming (2013), dt. Ich erwarte die Ankunft des Teufels, übers. von Ann Cotten, Reclam-Verlag (2020).

Ausgewählte Artikel
- [Unbetitelter Artikel über den Stoizismus] (1898)
- Consider Thy Youth and Therein (1899)
- Charles Dickens – Best of Castle-Builders (Rede zum Schulabschluss, 1899)
- Mary MacLane at Newport (1902)
- Mary MacLane at Coney Island
- Mary MacLane on Wall Street (1902)
- Mary MacLane in Little Old New York (1902)
- On Marriage (1902)
- A Foreground and a Background (1903)
- Mary MacLane Discusses the ‘Outward Seeming of Denver’ (1903)
- The Second 'Story of Mary MacLane' (1909)
- Mary MacLane Soliloquizes on Scarlet Fever (1910)
- Mary MacLane Meets the Vampire on the Isle of Treacherous Delights (1910)
- The Autobiography of the Kid Primitive (1910)
- Mary MacLane Wants a Vote – For the Other Woman (1910)
- Men Who Have Made Love to Me (1910)
- The Latter-Day Litany of Mary MacLane (1910)
- The Borrower of Two-Dollar Bills – and Other Women (1910)
- A Waif of Destiny on the High Seas (1910)
- Woman and the Cigarette (1911)
- Mary MacLane Says – (1911)
- Mary MacLane on Marriage (1917)
- The Movies and Me (1918)

Drehbücher und Filme
- Men Who Have Made Love to Me (1918)[9]